# Basarabasa
Basarabasa (wymowaⓘ) – wieś w Rumunii, w okręgu Hunedoara, w gminie Vața de Jos. W 2011 roku liczyła 230 mieszkańców.